# Maurer

Zunftwappen der Maurer mit leicht ausgestelltem Zirkel, Hammer, Maurerkelle und Zeichendreieck

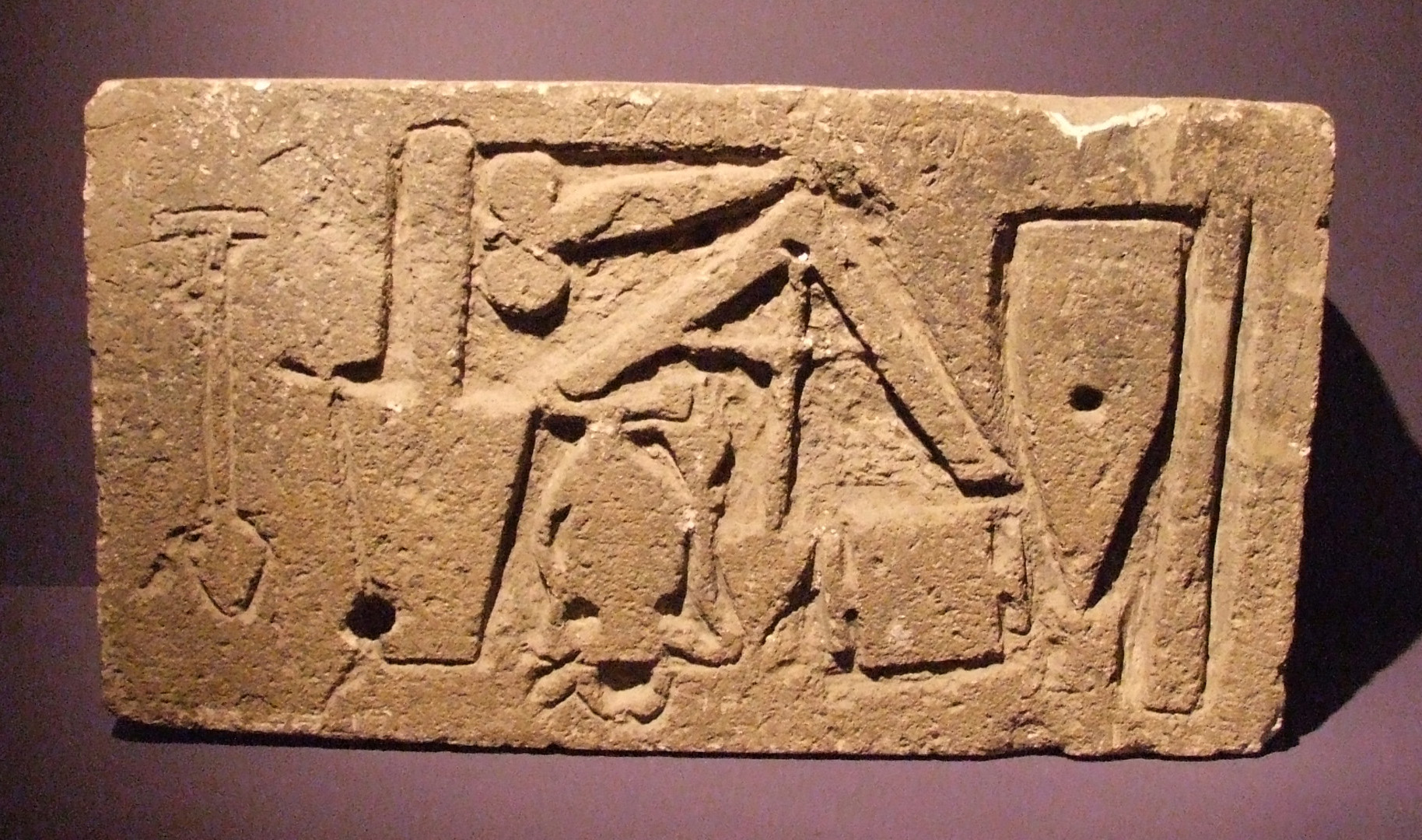
Firmenschild des Maurers Diogenes Structor, 79 n. Chr., Firmensitz: Pompeji Insula VIII 15, Erkennbar die Symbole seines Handwerks u. a. Senkblei, Kelle, Winkel, Picke, aufgenommen während der Pompeji-Ausstellung des Europäischen Kulturparkes Bliesbruck-Reinheim

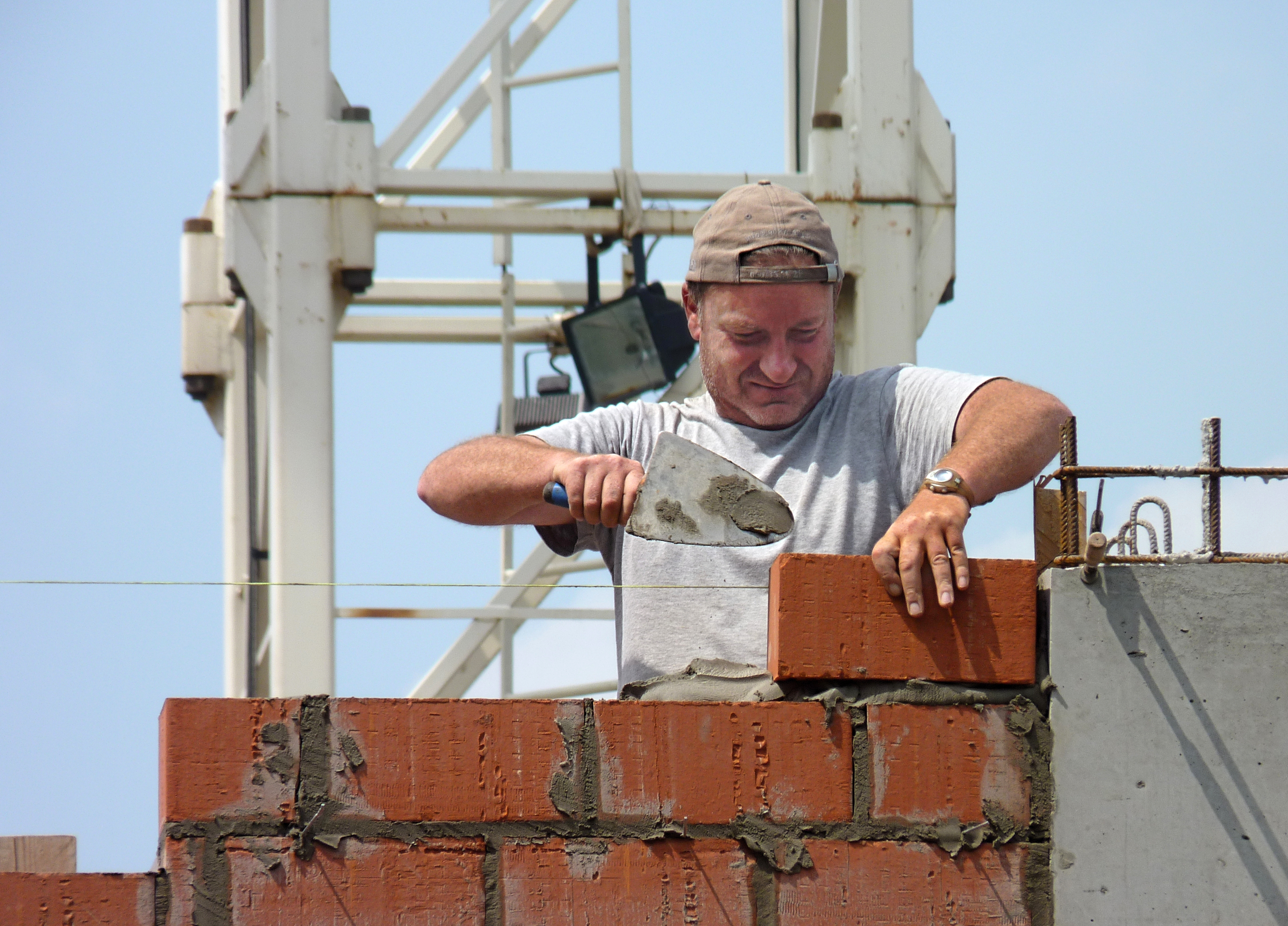
Maurer

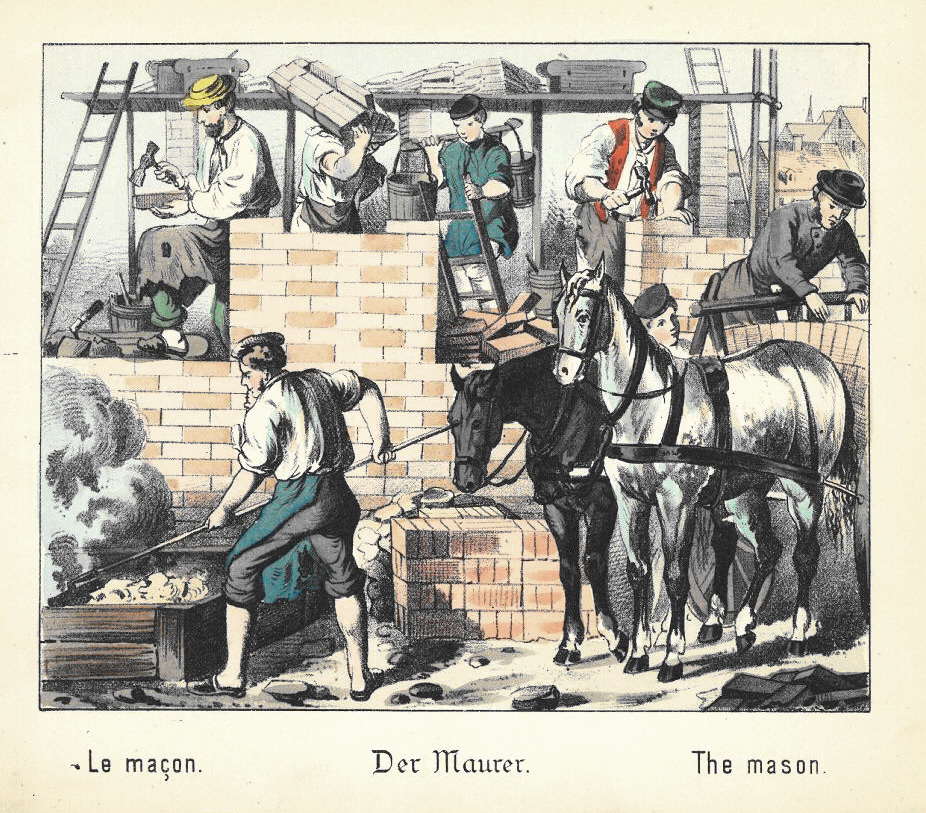
Der Maurer (aus Was willst du werden, um 1880)

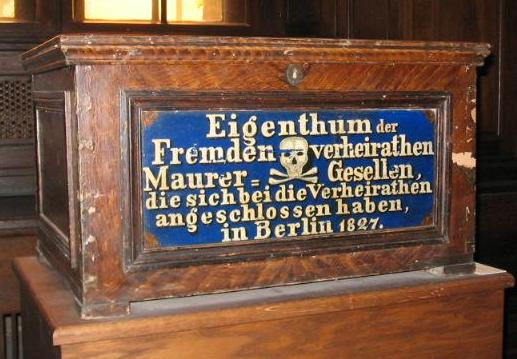
Zunftlade, Märkisches Museum Berlin

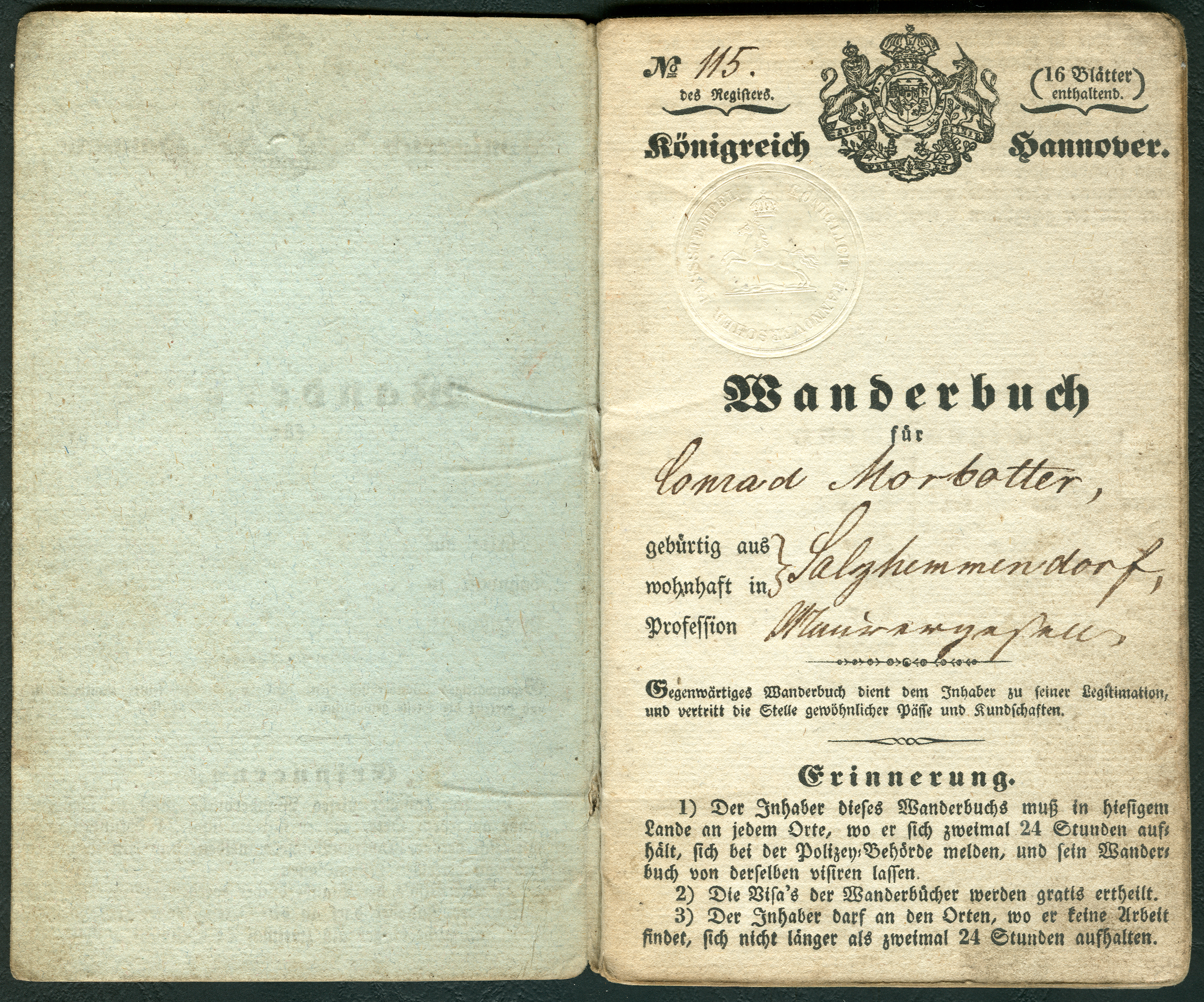
1838 im Königreich Hannover begonnenes Wanderbuch des Maurergesellen Conrad Mohrbotter

Ein Maurer ist ein Bauhandwerker, dessen namensgebende Kerntätigkeit die Erstellung von Mauerwerk ist. Der Maurer ist der Hauptbauhandwerker des Rohbaus. Daher führt er bei kleineren Bauprojekten (Einfamilienhäuser) meist auch Beton-, Stahlbeton-, Estrich- und Putz- sowie Abdichtungs- und Entwässerungsarbeiten aus. Im Zuge der fortschreitenden Arbeitsteilung im Bauwesen haben sich für viele Bereiche des breiten Berufsbilds des Maurers zusätzlich Spezialisten mit engerem Berufsbild entwickelt, die vorwiegend auf größeren Baustellen tätig sind. 
Der Beruf ist auch heute noch eine klassische Männerdomäne. 2010 lag der Frauenanteil bei Ausbildung und Berufsausübung in den DACH-Ländern nicht über 0,8 %.

## Geschichte
Seit dem Hochmittelalter waren die Maurer im Heiligen Römischen Reich zünftlerisch organisiert. Die Ausbildung zum Maurergesellen dauerte drei Jahre, an die sich die Wanderjahre anschlossen. Feste Regeln für Meisterstücke sind seit dem 16. Jahrhundert überliefert.
Das Maurergewerk genoss in der Frühneuzeit eine gewisse gesellschaftliche Reputation. So beispielsweise ersichtlich an der im Jahr 1683 in Augsburg erlassenen Polizeiordnung. Die Meister im Bauhandwerk, der Maurer oder Zimmerer, rangierten neben den Kunsthandwerkern in der dritten von insgesamt fünf Klassen. Zur dritten Klasse wurden in der freien Reichsstadt weiter die Buchdrucker, Ratsdiener, Skribenten sowie nicht in die Kaufleutestube affiliierte Kaufleute, bürgerliche Fähnriche und Leutnants gezählt.

## Ausbildung

### Deutschland
In der dreijährigen Berufsausbildung müssen neben den für die Ausführung von gemauerten und aus Stahlbeton hergestellten Bauteilen benötigten handwerklichen Kenntnissen auch Fähigkeiten in Putz- und Estrich- und Gerüstarbeiten vermittelt. Im Rahmen der Stufenausbildung Bau – 1. Stufe zum Hochbaufacharbeiter nach zwei Jahren, 2. Stufe zum Spezialhochbaufacharbeiter nach dem dritten Jahr – erhält der angehende Maurer auch Grundkenntnisse im Bereich Fliesenlegen und Zimmererarbeiten.
Der schulische Teil der Ausbildung vermittelt zudem das benötigte Wissen über die richtige Ausführung von Baukonstruktionen bezüglich Feuchteschutz und Wärmedämmung von Gebäuden, Grundkenntnisse in Baustoffkunde und nicht zuletzt ein Bewusstsein von Sicherheit am Arbeitsplatz.
Neben der schulischen und betrieblichen Ausbildungsphase wird in überbetrieblichen Lehrgängen fachpraktischer und fachtheoretischer Unterricht erteilt. Daher wird oftmals auch von einer „trialen Ausbildung“ gesprochen. Die überbetriebliche Ausbildung findet in Ausbildungszentren statt, die wiederum über die SOKA-BAU (Sozialkassen der Bauwirtschaft) finanziert werden.
Ziel der Lehre ist dabei die Fähigkeit, einen Rohbau nach Plan von der Kellersohle bis unter den Dachstuhl korrekt ausführen zu können und dabei die Schnittpunkte mit anderen Gewerken wie zum Beispiel Zimmerer, Stuckateur, Glaser, Elektriker und Heizungsbauer zu beachten.

### Österreich

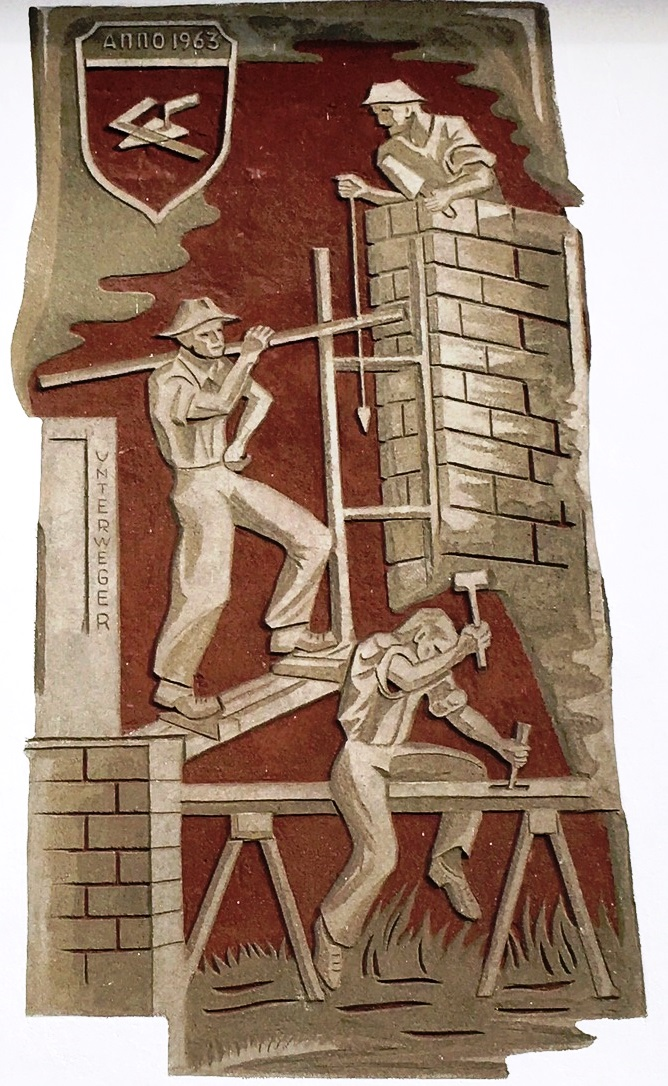
Maurer, Österreich

In Österreich beträgt die Lehrzeit drei Jahre. Lehrlinge werden trial in Lehrbetrieben (Bauunternehmen), Berufsschulen und den BAUAkademien / Lehrbauhöfen der Bundesländer ausgebildet. (Triales Ausbildungssystem.) Dieses Ausbildungssystem gilt als Erfolgsrezept. Denn bei internationalen Wettbewerben spielt Österreichs Nachwuchs traditionell ganz vorne mit (Maurerweltmeister 2005, Betonweltmeister 2015, 2013, 2015, Vizeeuropameister 2008.) Neben den Fertigkeiten zur Errichtung neuer Bauwerke werden die Sanierung und der Umbau bestehender Bauten ein immer wichtigeres Aufgabengebiet. Mit der Herstellung von Wärmedämmungen an alten Häusern tragen Maurer wesentlich zur Energieeinsparung und zum Umweltschutz bei. Verwandte Lehrberufe können gleichzeitig in einer Doppelehre absolviert werden, zum Beispiel Schalungsbauer, Tiefbauer oder Zimmermann.
Der Lehrling schließt die Berufsausbildung mit der Lehrabschlussprüfung ab. Aufstiegsmöglichkeiten bestehen zum Beispiel durch Weiterbildung an den BAUAkademien zum Vorarbeiter, Polier, Bautechniker, Bauleiter und Baumeister. Eine erfolgreich abgeschlossene Lehre ermöglicht auch den Zugang zur Berufsmatura (Berufsreifeprüfung) und in Folge zu weiteren Höherqualifizierungen. Aber Maurerlehrlinge können in Österreich auch die Matura über das Modell Lehre mit Matura absolvieren. Hier kann der Lehrling während seiner Lehre gleichzeitig an Maturakursen teilnehmen (entweder im Integrierten Modell, während der Arbeitszeit und in Absprache mit dem Lehrbetrieb oder im Begleitenden Modell, nach der Arbeitszeit in der Freizeit ohne erforderliche Absprache mit dem Lehrbetrieb). Neben der Lehrabschlussprüfung muss der Lehrling dann die Zentralmatura in Deutsch, Mathematik, Englisch und eine Matura im jeweiligen Fachbereich (Bautechnik) absolvieren.

### Schweiz
Die Ausbildung zum Maurer EFZ (französisch Maçon CFC, italienisch Muratore AFC) dauert drei Jahre in der Schweiz. Die Ausbildungsorte sind Lehrbetrieb, Berufsfachschule und überbetriebliche Kurse.

## Arbeitsmittel
Wesentliche handwerkliche Hilfsmittel sind Maurerkelle, Reibebrett, Maurerpfanne (Schöpfkelle), Wasserwaage, Senklot, Maurerschnur, Mörteltrog, Mischmaschine und Maurerhammer.
Die wichtigsten Arbeitsmaterialien sind künstliche Mauersteine verschiedenster Art (z. B. Ziegel, Kalksandstein, Porenbeton), sowie Mörtel.

## Tradition
Die Maurer sind im heutigen Bauhandwerk eine der Berufsgruppen, die wieder sehr viel Wert auf ihre Traditionen legen. Einige von ihnen gehen nach dem Lehrabschluss – wie damals – auf Wanderschaft, auch Gesellenwanderung oder Walz genannt.